# Tendosphaera brembana
Tendosphaera brembana är en kräftdjursart som beskrevs av Karl Wilhelm Verhoeff 1931B. Tendosphaera brembana ingår i släktet Tendosphaera och familjen Tendosphaeridae. Inga underarter finns listade i Catalogue of Life.